# Mount Neumayer
Mount Neumayer är ett berg i Antarktis. Det ligger i Östantarktis. Nya Zeeland gör anspråk på området. Toppen på Mount Neumayer är 720 meter över havet.